# Gornji Dubac
Gornji Dubac (en serbe cyrillique : Горњи Дубац) est un village de Serbie situé dans la municipalité de Lučani, district de Moravica. Au recensement de 2011, il comptait 204 habitants.

## Démographie

### Évolution historique de la population
| 1948 | 1953 | 1961 | 1971 | 1981 | 1991 | 2002 | 2011 |
| ---- | ---- | ---- | ---- | ---- | ---- | ---- | ---- |
| 666  | 704  | 723  | 675  | 568  | 421  | 306  | 204  |

|  |